# Live Nation
Live Nation, Inc. es la promotora líder de conciertos, festivales y eventos en directo en el mundo, compuesta por tres líderes de mercado a nivel global: Ticketmaster, Live Nation Concerts y Live Nation Sponsorship. Fundada en 2010, con base en Beverly Hills, California, Estados Unidos. Michael Rapino es el presidente y director ejecutivo de Live Nation Entertainment desde 2005. La compañía produce más de 35.000 shows anuales para más de 2.300 artistas en el mundo, emite más de 500 millones de entradas, colabora con más de 1.000 patrocinadores y gestiona las carreras de más de 500 artistas. En 2010, Live Nation adquiere la compañía de ticketing Ticketmaster convirtiéndose en la compañía líder en el mundo de eventos en directo.
Live Nation se ha caracterizado por más de una década de crecimiento sostenido, expandiendo la compañía a más de 40 países, aumentando el número de fans y obteniendo resultados financieros récord año tras año.
El accionista mayoritario de Live Nation es Liberty Media.

## Negocio
Anualmente, Live Nation promueve o produce más de 22.000 eventos, incluyendo conciertos y espectáculos teatrales, con una concurrencia superior a las 50 millones de personas. En septiembre de 2005, la compañía poseía u operaba 117 recintos; 75 en Estados Unidos y 42 en otros países. Entre estos había 39 anfiteatros, 58 teatros, 14 clubes, 4 arenas y 2 recintos para festivales. Además, a través de patrocinios, compromisos y otros acuerdos similares, Live Nation tiene el derecho de organizar eventos en 33 recintos adicionales.

## México
A principios de mayo de 2020, la compañía estadounidense informó a Televisa su decisión de NO cerrar la adquisición del 40% que la televisora tiene en Ocesa, una transacción por valor de unos 290 millones de dólares que había sido anunciada en julio del año anterior.
En setiembre de 2021 la firma estadounidense Live Nation Entertainment reanudó oficialmente su adquisición de la empresa mexicana de entretenimiento Ocesa, propiedad de Grupo Televisa. 
El acuerdo implica que Live Nation continúa con la compra del 40% de las acciones de Ocesa en manos de Televisa, una transacción que había quedado estancada en el año anterior.
La suma de la adquisición es de 5,206 millones de pesos mexicanos, equivalente a aproximadamente 262 millones de dólares estadounidenses, a cambio de sus acciones en Ocesa, según se detalla en el comunicado oficial.
Tras la finalización de esta operación, la estructura de propiedad de Ocesa experimentará cambios significativos. Corporación Interamericana de Entretenimiento (CIE), que anteriormente poseía el 60% de las acciones, verá reducida su participación al 49%, mientras que Live Nation Entertainment asumirá la mayoría de las acciones con un 51%. Esta adquisición refleja el compromiso de Live Nation de expandir su presencia en la vibrante industria del entretenimiento mexicana.

## Fusión con Ticketmaster
En febrero de 2009, Live Nation anuncia que había llegado a un acuerdo para fusionarse con la empresa de venta de entradas Ticketmaster en una operación de 2.500 millones de dólares, íntegramente en acciones.
La propuesta recibió inicialmente la aprobación regulatoria en Noruega y Turquía  En octubre de 2009, la Comisión de Competencia del Reino Unido falló provisionalmente en contra de la fusión con Ticketmaster. Posteriormente, la Comisión de Competencia autorizó la fusión el 22 de diciembre de 2009.
El Departamento de Justicia de los Estados Unidos aprobó la fusión en 2010. Como condición para la aprobación, Ticketmaster acordó licenciar su software a su rival Anschutz Entertainment Group y vender su filial Paciolan a Comcast Spectacor, la filial de eventos deportivos de Comcast. La compañía también se comprometió a no interferir con la competencia durante los diez años de vigencia del acuerdo.

## Acusaciones de Monopolio y Prácticas Anticompetitivas
Live Nation Entertainment, como líder global en la industria del entretenimiento en vivo, ha sido objeto de numerosas críticas y controversias a lo largo de los años, abordando desde acusaciones de prácticas monopolísticas hasta problemas con la venta de entradas y las condiciones laborales. A través de su filial Ticketmaster, ha sido señalada por su posición dominante en el mercado español, lo que ha generado preocupaciones sobre posibles prácticas anticompetitivas.
Dominio del Mercado: La empresa no solo controla una gran parte de la venta de entradas, sino que también gestiona recintos y promueve giras, lo que ha llevado a acusaciones de sofocar la competencia. Luego de enfrentamientos constantes, desde el año 2019, en mayo de 2024, el Departamento de Justicia de los Estados Unidos interpuso una demanda antimonopolio contra Live Nation-Ticketmaster, alegando que la empresa ha utilizado su poder de mercado para inflar precios y limitar opciones.
Problemas con la Venta de Entradas y Tarifas
Una de las críticas más persistentes son las "tarifas de servicio" y "gastos de gestión" adicionales que se suman al precio nominal de las entradas, incrementando significativamente el costo final sin una justificación clara. 
Irregularidades en la Venta: Se han reportado numerosos problemas durante la compra de entradas para conciertos de alta demanda. FACUA, una organización de consumidores, denunció a Live Nation en abril de 2025 por una serie de irregularidades en la venta de entradas para el concierto de Lady Gaga en Barcelona, incluyendo precios dinámicos excesivos, donaciones obligatorias, restricciones de pago y limitaciones para personas con movilidad reducida . 
En septiembre de 2024, tras una subida repentina de precios en la cola virtual de un concierto de Oasis, la Comisión Europea inició una investigación sobre Ticketmaster , siendo la primera vez que se lleva a cabo una investigación sobre los precios dinámicos.  
Reventa y Especulación: A pesar de los esfuerzos por regularla, la reventa descontrolada de entradas a precios abusivos sigue siendo un problema. La OCU también denunció a Ticketmaster por el "cobro irregular y abusivo" en la venta de entradas para conciertos de Bad Bunny.  .
Condiciones Laborales y Prácticas Empresariales
Live Nation también ha sido objeto de críticas en España en relación con sus prácticas laborales y la cultura empresarial, aunque la información es menos frecuente en los medios españoles en comparación con las polémicas sobre la venta de entradas.
Seguridad en Eventos: La seguridad en eventos masivos ha sido un aspecto clave en las críticas a la multinacional, especialmente tras tragedias como la del festival Astroworld de Travis Scott en 2021 en EE. UU., lo que ha impulsado debates sobre las medidas de seguridad y gestión de multitudes en todos los eventos.  